# Liste der Gemeinden im Landkreis Diepholz

Karte des Landkreises Diepholz

Die Liste der Gemeinden im Landkreis Diepholz gibt einen Überblick über die 45 kleinsten Verwaltungseinheiten des Landkreises Diepholz. Die Kreisstadt ist Diepholz.

## Beschreibung
Der Landkreis hat eine Gesamtfläche von 1.987,64 km2. Die größte Fläche innerhalb des Landkreises hat die Stadt Bassum mit 169 km2 als Einzelgemeinde und die Samtgemeinde Bruchhausen-Vilsen mit 227 km2 als Gemeindeverband. Sechs Gemeinden des Landkreises haben eine Fläche die größer ist als 100 km2. Die flächenmäßig kleinste Gemeinde ist Quernheim mit 6,25 km2.
Den größten Anteil an der Bevölkerung des Landkreises von 220.743 Einwohnern hat die Gemeinde Stuhr mit 33.712 Einwohnern. Zwei weitere Gemeinden haben über 20.000 Einwohner und liegen alle im nördlichen Kreis. Die zwei von der Einwohnerzahl her kleinsten Gemeinden sind Quernheim mit 505 Einwohnern, und Dickel mit 484 Einwohnern.
Der gesamte Landkreis Diepholz hat eine Bevölkerungsdichte von 111 Einwohnern pro km2. Die größte Bevölkerungsdichte innerhalb des Kreises hat die Gemeinde Weyhe mit 514 Einwohnern pro km2. Die am dünnsten besiedelte Gemeinde ist Hemsloh mit 20 Einwohnern pro km2.

## Legende
- Gemeinde: Name der Gemeinde beziehungsweise Stadt
- Wappen: Wappen der Gemeinde beziehungsweise Stadt
- Karte: Zeigt die Lage der Gemeinde beziehungsweise Stadt im Landkreis
- Fläche: Fläche der Stadt beziehungsweise Gemeinde, angegeben in Quadratkilometer
- Einwohner: Zahl der Menschen die in der Gemeinde beziehungsweise Stadt leben (Stand: 31. Dezember 2023[1])
- EW-Dichte: Angegeben ist die Einwohnerdichte, gerechnet auf die Fläche der Verwaltungseinheit, angegeben in Einwohner pro km2 (Stand: 31. Dezember 2023[2])
- Höhe: Höhe der namensgebenden Ortschaft beziehungsweise Stadt in Meter über Normalnull
- Bild: Bild aus der jeweiligen Gemeinde beziehungsweise Stadt

## Gemeinden
| Gemeinde                        | Wappen                                     | Karte                                                          | Fläche   | Einwohner | EW- Dichte | Höhe | Bild                                                   |
| ------------------------------- | ------------------------------------------ | -------------------------------------------------------------- | -------- | --------- | ---------- | ---- | ------------------------------------------------------ |
| Landkreis Diepholz              | Wappen des Landkreises Diepholz            | Lage des Landkreises Diepholz in Niedersachsen                 | 1.987,64 | 220.743   | 111        |      | Kreismuseum in Syke (Bauernhof aus dem Jahr 1747)      |
| Bassum (Stadt)                  | Wappen der Stadt Bassum                    | Lage der Stadt Bassum im Landkreis Diepholz                    | 169,0    | 16.513    | 98         | 42   | Stift (weiße Gebäude) und Stiftskirche                 |
| Diepholz (Stadt)                | Wappen der Stadt Diepholz                  | Lage der Stadt Diepholz im Landkreis Diepholz                  | 104,45   | 17.828    | 171        | 37   | Diepholzer Schloss                                     |
| Stuhr                           | Wappen der Gemeinde Stuhr                  | Lage der Gemeinde Stuhr im Landkreis Diepholz                  | 81,65    | 33.712    | 413        | 20   | Backsteinkirche aus dem 13. Jahrhundert in Alt-Stuhr   |
| Sulingen (Stadt)                | Wappen der Stadt Sulingen                  | Lage der Stadt Sulingen im Landkreis Diepholz                  | 110,61   | 13.293    | 120        | 47   | St.-Nikolai-Kirche                                     |
| Syke (Stadt)                    | Wappen der Stadt Syke                      | Lage der Stadt Syke im Landkreis Diepholz                      | 127,89   | 25.147    | 197        | 22   | Der Syker Amtshof                                      |
| Twistringen (Stadt)             | Wappen der Stadt Twistringen               | Lage der Stadt Twistringen im Landkreis Diepholz               | 114,22   | 13.018    | 114        | 49   | Twistringen                                            |
| Wagenfeld                       | Wappen der Gemeinde Wagenfeld              | Lage der Gemeinde Wagenfeld im Landkreis Diepholz              | 117,36   | 7.012     | 60         | 37   | Auburg                                                 |
| Weyhe                           | Wappen der Gemeinde Weyhe                  | Lage der Gemeinde Weyhe im Landkreis Diepholz                  | 60,25    | 30.973    | 514        | 6    | Wassermühle in Sudweyhe                                |
| Samtgemeinde Altes Amt Lemförde | Wappen der Samtgemeinde Altes Amt Lemförde | Lage der Samtgemeinde Altes Amt Lemförde im Landkreis Diepholz | 109,62   | 8.835     | 81         | 60   | Amtshof mit österlich geschmücktem Brunnen             |
| Brockum                         | Wappen der Gemeinde Brockum                | Lage der Gemeinde Brockum im Landkreis Diepholz                | 30,59    | 1.072     | 35         | 60   | Brockumer Kirche                                       |
| Hüde                            | Wappen der Gemeinde Hüde                   | Lage der Gemeinde Hüde im Landkreis Diepholz                   | 24,47    | 1.243     | 51         | 41   | Hüde Dümmerstrand                                      |
| Lembruch                        | Wappen der Gemeinde Lembruch               | Lage der Gemeinde Lembruch im Landkreis Diepholz               | 22,68    | 1.266     | 56         | 38   | Lembrucher Dümmerufer im Winter                        |
| Lemförde (Flecken)              | Wappen des Fleckens Lemförde               | Lage des Fleckens Lemförde im Landkreis Diepholz               | 6,95     | 3.345     | 481        | 46   | Lemförde Hauptstraße                                   |
| Marl                            | Wappen der Gemeinde Marl                   | Lage der Gemeinde Marl im Landkreis Diepholz                   | 9,84     | 681       | 69         | 39   | Duemmer Naturlehrpfad                                  |
| Quernheim                       | Wappen der Gemeinde Quernheim              | Lage der Gemeinde Quernheim im Landkreis Diepholz              | 6,25     | 505       | 81         | 47   | Lichtburg-Kino – Quernheim (Lemförde)                  |
| Stemshorn                       | Wappen der Gemeinde Stemshorn              | Lage der Gemeinde Stemshorn im Landkreis Diepholz              | 8,84     | 723       | 82         | 91   | Hunte Schäferhof                                       |
| Samtgemeinde Barnstorf          | Wappen der Samtgemeinde Barnstorf          | Lage der Samtgemeinde Barnstorf im Landkreis Diepholz          | 205,76   | 12.455    | 61         | 29   | Samtgemeindeverwaltung Barnstorf                       |
| Barnstorf (Flecken)             | Wappen des Fleckens Barnstorf              | Lage des Fleckens Barnstorf im Landkreis Diepholz              | 52,36    | 6.699     | 128        | 29   | Mini-Ballone im Rahmenprogramm des BBFF                |
| Drebber                         | Wappen der Gemeinde Drebber                | Lage der Gemeinde Drebber im Landkreis Diepholz                | 46,96    | 2.968     | 63         | 34   | Jacobidrebber – St. Jacobikirche                       |
| Drentwede                       | Wappen der Gemeinde Drentwede              | Lage der Gemeinde Drentwede im Landkreis Diepholz              | 30,31    | 1.006     | 33         | 43   | Bremer Straße Drentwede                                |
| Eydelstedt                      | Wappen der Gemeinde Eydelstedt             | Lage der Gemeinde Eydelstedt im Landkreis Diepholz             | 76,14    | 1.782     | 23         | 35   | Großes Meer                                            |
| Samtgemeinde Bruchhausen-Vilsen | Wappen der Samtgemeinde Bruchhausen-Vilsen | Lage der Samtgemeinde Bruchhausen-Vilsen im Landkreis Diepholz | 227,05   | 17.312    | 76         | 14   | Samtgemeindeverwaltung Bruchhausen-Vilsen              |
| Asendorf                        | Wappen der Gemeinde Asendorf               | Lage der Gemeinde Asendorf im Landkreis Diepholz               | 58,16    | 2.860     | 49         | 49   | Asendorf Museumseisenbahn                              |
| Bruchhausen-Vilsen (Flecken)    | Wappen des Fleckens Bruchhausen-Vilsen     | Lage des Fleckens Bruchhausen-Vilsen im Landkreis Diepholz     | 109,73   | 9.007     | 82         | 14   | Bruchhausen-Vilsen Museumseisenbahn                    |
| Martfeld                        | Wappen der Gemeinde Martfeld               | Lage der Gemeinde Martfeld im Landkreis Diepholz               | 35,06    | 2.792     | 80         | 12   | Fehsenfeldsche Mühle                                   |
| Schwarme                        | Wappen der Gemeinde Schwarme               | Lage der Gemeinde Schwarme im Landkreis Diepholz               | 24,29    | 2.653     | 109        | 11   | Schwarme Kirche                                        |
| Samtgemeinde Kirchdorf          | Wappen der Samtgemeinde Kirchdorf          | Lage der Samtgemeinde Kirchdorf im Landkreis Diepholz          | 179,69   | 7.163     | 40         | 14   | Samtgemeindeverwaltung Kirchdorf                       |
| Bahrenborstel                   | Wappen der Gemeinde Bahrenborstel          | Lage der Gemeinde Bahrenborstel im Landkreis Diepholz          | 31,27    | 1.072     | 34         | 44   | Ortsblick Bahrenborstel                                |
| Barenburg (Flecken)             | Wappen des Fleckens Barenburg              | Lage des Fleckens Barenburg im Landkreis Diepholz              | 16,38    | 1.207     | 74         | 35   | Ortsblick                                              |
| Freistatt                       | Wappen der Gemeinde Freistatt              | Lage der Gemeinde Freistatt im Landkreis Diepholz              | 12,53    | 552       | 44         | 40   | Freistatt Moorburg                                     |
| Kirchdorf                       | Wappen der Gemeinde Kirchdorf              | Lage der Gemeinde Kirchdorf im Landkreis Diepholz              | 47,74    | 2.214     | 46         | 36   | Kirchdorfer Heide                                      |
| Varrel                          | Wappen der Gemeinde Varrel                 | Lage der Gemeinde Varrel im Landkreis Diepholz                 | 43,83    | 1.392     | 32         | 34   | St. Marien-Kirche in Varrel                            |
| Wehrbleck                       | Wappen der Gemeinde Wehrbleck              | Lage der Gemeinde Wehrbleck im Landkreis Diepholz              | 27,93    | 726       | 26         | 39   | Dorfstraße in Wehrbleck                                |
| Samtgemeinde Rehden             | Wappen der Samtgemeinde Rehden             | Lage der Samtgemeinde Rehden im Landkreis Diepholz             | 127,23   | 6.200     | 35         | 14   | Rathaus der Samtgemeinde Rehden                        |
| Barver                          | Wappen der Gemeinde Barver                 | Lage der Gemeinde Barver im Landkreis Diepholz                 | 25,9     | 1.038     | 40         | 37   | Windmühle Barver                                       |
| Dickel                          | Wappen der Gemeinde Dickel                 | Lage der Gemeinde Dickel im Landkreis Diepholz                 | 16,96    | 484       | 29         | 37   | Die ehemalige Schule in Dickel                         |
| Hemsloh                         | Wappen der Gemeinde Hemsloh                | Lage der Gemeinde Hemsloh im Landkreis Diepholz                | 26,77    | 544       | 20         | 58   | Wassermühle in Hemsloh-Rodemühlen                      |
| Rehden                          | Wappen der Gemeinde Rehden                 | Lage der Gemeinde Rehden im Landkreis Diepholz                 | 33,34    | 2.263     | 68         | 42   | Die Mühle Wähaus in Rehden                             |
| Wetschen                        | Wappen der Gemeinde Wetschen               | Lage der Gemeinde Wetschen im Landkreis Diepholz               | 26,77    | 1.871     | 70         | 44   | Die Kirche in Wetschen                                 |
| Samtgemeinde Schwaförden        | Wappen der Samtgemeinde Schwaförden        | Lage der Samtgemeinde Schwaförden im Landkreis Diepholz        | 149,36   | 6.815     | 46         | 14   | Samtgemeindeverwaltung Schwaförden                     |
| Affinghausen                    | Wappen der Gemeinde Affinghausen           | Lage der Gemeinde Affinghausen im Landkreis Diepholz           | 12,26    | 859       | 70         | 51   | Sulinger Straße in Affinghausen Blickrichtung Ortskern |
| Ehrenburg                       | Wappen der Gemeinde Ehrenburg              | Lage der Gemeinde Ehrenburg im Landkreis Diepholz              | 48,96    | 1.501     | 31         | 49   | Merianstich von 1654                                   |
| Neuenkirchen                    | Wappen der Gemeinde Neuenkirchen           | Lage der Gemeinde Neuenkirchen im Landkreis Diepholz           | 14,66    | 1.202     | 82         | 60   | Ortsblick Cantruper Straße in Neuenkirchen (Bassum)    |
| Scholen                         | Wappen der Gemeinde Scholen                | Lage der Gemeinde Scholen im Landkreis Diepholz                | 20,41    | 778       | 38         | 52   |                                                        |
| Schwaförden                     | Wappen der Gemeinde Schwaförden            | Lage der Gemeinde Schwaförden im Landkreis Diepholz            | 25,96    | 1.467     | 57         | 55   | Ortsblick Schwaförden Dorfstraße in Richtung Scholen   |
| Sudwalde                        | Wappen der Gemeinde Sudwalde               | Lage der Gemeinde Sudwalde im Landkreis Diepholz               | 27,15    | 1.008     | 37         | 49   | Neubruchhäuser Straße                                  |
| Samtgemeinde Siedenburg         | Wappen der Samtgemeinde Siedenburg         | Lage der Samtgemeinde Siedenburg im Landkreis Diepholz         | 103,01   | 4.467     | 43         | 39   | Siedenburg Schloss                                     |
| Borstel                         | Wappen der Gemeinde Borstel                | Lage der Gemeinde Borstel im Landkreis Diepholz                | 27,15    | 1.179     | 43         | 53   | Holländerwindmühle Reina Roxana von 1864               |
| Maasen                          | Wappen der Gemeinde Maasen                 | Lage der Gemeinde Maasen im Landkreis Diepholz                 | 18,69    | 436       | 23         | 45   | Windmühle Margarethe in Huckstedt                      |
| Mellinghausen                   | Wappen der Gemeinde Mellinghausen          | Lage der Gemeinde Mellinghausen im Landkreis Diepholz          | 24,41    | 1.057     | 43         | 44   | Johannes-der-Täufer-Kirche zu Mellinghausen            |
| Siedenburg (Flecken)            | Wappen des Fleckens Siedenburg             | Lage des Fleckens Siedenburg im Landkreis Diepholz             | 14,22    | 1.263     | 89         | 39   | Siedenburger Mühlenteich im Ortskern                   |
| Staffhorst                      | Wappen der Gemeinde Staffhorst             | Lage der Gemeinde Staffhorst im Landkreis Diepholz             | 14,61    | 532       | 36         | 47   | Dorfstraße in Harbergen                                |